# Ljilja Drljević
Ljilja Drljević (en serbe : Љиља Дрљевић née le 30 novembre 1984) est une joueuse d'échecs serbe qui détient le titre de maître international féminin (MIF, 2007). Elle est championne de Serbie d'échecs féminin en 2016.

## Carrière d'échecs
En 2007, Ljilja Drljević remporte le championnat de la Méditerranée d'échecs féminin qui s'est tenu à Sousse, en Tunisie. En 2009, elle quitte la fédération des échecs du Monténégro pour la serbe. En 2010, lors du championnat du monde d'échecs étudiant à Zurich, en Suisse, elle termine à la deuxième place. En 2010 à Pančevo, en Serbie, elle remporte la médaille de bronze au championnat de Serbie d'échecs féminin. En 2016, Ljilja Drljević remporte cette fois le titre national féminin.

## Parcours avec les équipes nationales

### Parcours lors des olympiades d'échecs féminins
Ljilja Drljević joue sous les couleurs de la Serbie-et-Monténégro lors des olympiades d'échecs féminins:
- En 2008, au deuxième échiquier lors de la 38e Olympiade d'échecs à Dresde en Allemagne (4 victoires (+), 1 match nul (=), 4 défaites (-)),
- En 2016, à l'échiquier de réserve lors de la 42e Olympiade d'échecs à Bakou, en Azerbaïdjan (+5, = 2, -2)[5].

### Parcours lors des championnats d'Europe d'échecs des nations

#### Parcours avec la Serbie-et-Monténégro
Ljilja Drljević joue pour la Serbie-et-Montenegro lors des championnats d'Europe d'échecs des nations :
- En 2007, au premier échiquier lors de la 7e édition qui a lieu à Héraklion, en Grèce (+2, = 1, -5),
- En 2011, au quatrième échiquier lors de la 9e édition qui a lieu à Porto Carras, en Grèce (+1, = 3, -2).

#### Parcours avec la Yougoslavie
Ljilja Drljević représente la Yougoslavie lors du championnat d'échecs par des nations dans la catégorie des filles de moins de 18 ans :
- En 2000, au premier échiquier lors de la première édition qui se joue à Balatonlelle, en Hongrie (+2, = 2, -3),
- En 2002, au deuxième échiquier lors de la 3e édition qui se joue aussi à Balatonlelle (+4, = 2, -1).

## Titre internationaux
En 2007, elle reçoit le titre de maître international féminin. En 2015, elle devient également instructrice FIDE.